# Mount Lloyd Jones
Mount Lloyd Jones är ett berg i Australien. Det ligger i regionen Derwent Valley och delstaten Tasmanien, i den sydöstra delen av landet, omkring 95 kilometer väster om delstatshuvudstaden Hobart. Toppen på Mount Lloyd Jones är 982 meter över havet.
Trakten runt Mount Lloyd Jones är nära nog obefolkad, med mindre än två invånare per kvadratkilometer.. Det finns inga samhällen i närheten.
I omgivningarna runt Mount Lloyd Jones växer i huvudsak städsegrön lövskog. Genomsnittlig årsnederbörd är 1 932 millimeter. Den regnigaste månaden är juli, med i genomsnitt 232 mm nederbörd, och den torraste är februari, med 84 mm nederbörd.